# NGC 5515
NGC 5515 је спирална галаксија у сазвежђу Волар која се налази на NGC листи објеката дубоког неба.
Деклинација објекта је + 39° 18' 36" а ректасцензија 14h 12m 38,1s. Привидна величина (магнитуда) објекта NGC 5515 износи 13,0 а фотографска магнитуда 13,8. NGC 5515 је још познат и под ознакама UGC 9096, MCG 7-29-52, CGCG 219-57, KUG 1410+395, IRAS 14105+3932, PGC 50750.